# Sibiracanthella rara
Sibiracanthella rara är en urinsektsart som först beskrevs av Dunger 1982.  Sibiracanthella rara ingår i släktet Sibiracanthella och familjen Isotomidae. Inga underarter finns listade i Catalogue of Life.